# Óscar Ramírez
Óscar Antonio Gerardo Ramírez Hernández (Belén, Heredia, Costa Rica, 8 de desembre de 1964), conegut esportivament com a Óscar Ramírez, és un exfutbolista i entrenador de Costa Rica. Abans d'exercir la seva professió, va rebre cursos per part de la Universitat Nacional de Costa Rica (UNA), de la Universitat Estatal a Distància (UNED) i mitjançant un congrés a Pachuca, Mèxic.

## Vida privada
Està casat amb Jeannette Delgado des del 1991, té quatre fills i una finca a Hojancha, Guanacaste. Als 18 anys tenia tendència a l'obesitat. Quan va aparèixer en la primera publicitat de l'Alajuelense, el també futbolista Javier Jiménez li va preguntar la raó del seu estat físic, però ell no ho va explicar amb claredat. Ramírez actualment pesa 84 kg, i la causa de l'augment de peso es deu al constant anàlisi que pateix per la seva professió com a entrenador, feina que li pren molt temps per dedicar-se a la seva aparença física. A més de la constant pressió de dirigir cada tres o quatre dies durant el període entre el 2010 i el 2015. L'estrateg arrossegava l'antecedent de treballar en el restaurant de menjar ràpid del seu pare, on bàsicament el sopar diari era pollastre fregit. Tot i això, el caracteritza és l'ordre tàctic, la credibilitat i responsabilitat a la banqueta.

## Trajectòria

### Jugador
Com a jugador, la seva posició al terreny de joc era la de centrecampista i va jugar la major part de la seva carrera a la Liga Deportiva Alajuelense, on hi va estar durant deu anys. Amb l'equip negre i vermell va conquerir quatre campionats de la Lliga costa-riquenya de futbol, una Copa de Campions de la CONCACAF el 1989 i un subcampionat de la Copa Interamericana el 1987. Posteriorment va fitxar pel CD Saprissa, on aconseguiria la mateixa quantitat de títols en l'àmbit nacional, dos de la confederació el 1993 i 1995, un subcampionat a nivell interamericà el 1994, a més del Torneo Grandes de Centroamérica el 1998. Seguidament va jugar pel Belén FC on va guanyar la Copa Federación el 1996 i va tornar al Sapissa per acabar la seva etapa com a futbolista. Finalment, es va retirar de forma definitiva amb AD Guanacasteca el març del 2000.
Óscar Ramírez va disputar amb la selecció de Costa Rica 75 partits, en els quals va marcar sis gols. Va debutar com a internacional absolut el 6 de febrer de 1985, enfrontant-se a la selecció d'El Salvador, acabant amb victòria per 2-1. El 26 de maig del mateix any, va aconseguir el seu primer gol a l'Estadi Morera Soto, al partit corresponent a la Classificació del Mundial 1986 davant dels Estats Units; el resultat final va ser d'empat 1-1. Posteriorment, Costa Rica no va avançar en el torneig regional i va perdre l'oportunitat d'anar a la Copa del Món de Mèxic 1986. Seguidament, va participar en la CONCACAF de 1989, i van obtenir un bitllet per Itàlia 1990, essent la primera classificació del país per aquesta competició a la història. En aquest esdeveniment, pa participar de tots els partits de la fase de grups contra Escòcia, Brasil i Suècia, passant com a segona de grup guanyant als dos equips europeus i perdent contra els carioques. Així, el conjunt Tico es va classificar pels vuitens de final on van caure contra Txecoslovàquia per 4-1. Amb una base mundialista de jugadors, van guanyar el seu primer títol internacional, la Copa UNCAF, jugada l'any 1991. Setmanes despurs, va ser convocat per la primera edició de la Copa d'Or de la CONCACAF, jugada en territori estatunidenc, arribant al quart lloc. El centrecampista va aparèixer a la fase de classificació per als Estats Units 1994, però el seu país va quedar eliminat a la segona ronda després de classificar-se tercer al seu grup. A l'abril del 1997 va participar de la Copa UNCAF realitzada a Guatemala. Ramírez va marcar un Hat-Trick contra Nicaragua per acabar guanyant 5-1. Finalment, els costa-riquenys va guanyar el títol. Al juny d'aquell any es va jugar la efectuó la Copa Amèrica a Bolívia; el migcentre ofensiu va estar seleccionat, però el seu equip va ser eliminat a la fase de grups, amb dos derrotes i un empat contra el Brasil, Colòmbia i Mèxic, respectivament. La seva darrera eliminatòria va ser per a França 1998, on no es van poder classificar en la lligueta hexagonal final.

### Entrenador
Després de la seva retirada, va començar la seva carrera com a entrenador al Belén FC, juntament amb el seu excompany de selecció Mauricio Montero. Del Belén va sortir-ne molt ràpidament el 2003 per a ser el segon entrenador d'Hernán Medford al CD Saprissa. Amb ell va guanyar les lligues de les temporades 2003-04 i 2005-06, a més de la Copa Interclubs UNCAF el 2003 i la Campionat de la CONCACAF de 2005, la qual va donar un bitllet als "ticos" pel Mundial de Clubes aconseguint un tercer lloc, essent de moment l'únic equip centreamericà en aconseguir-ho. El 28 d'octubre de 2006, va arribar a la Selecció de Costa Rica, per assumir el càrrec d'assistent tècnic de Medford. Poc després, va guanyar la Copa de Naciones UNCAF de 2007. En 2008 va ser rescindit del càrrec. Aquell mateix any, va ser presentat pel Santos de Guápiles FC com a primer entrenador. Va guanyar la temporada de la segona divisió i el correcponent ascens a la màxima categoria. Va marxar del club el desembre del 2009.
Va dirigir el LD Alajuelense en dues etapes: des del maig del 2010 fins al gener del 2013, i després d'un període d'inactivitat va tornar-hi a mitjans del 2013 fins al maig del 2015. En total hi va guanyar 6 títols: 4 Campionats d'Hivern, un Campionat d'Estiu i una Supercopa de Costa Rica l'any 2012. Finalment dimiteix i va deixar el rècord de puntuació en un campionat amb 53 punts.
Va ser nomenat una altra vegada ajudant a la selecció, en aquesta ocasió de Paulo Wanchope però una renúncia del tècnic va fer que ell passés a ser el màxim responsable del conjunt costariqueny el 18 d'agost. Va dirigir els partits classificatoris per a al Mundial de Rússia 2018, classificant-se per a la fase final, Copa América Centenario, Copa Centreamericana 2017, Copa d'Or de la CONCACAF 2017 i finalment els partits de la Copa del Món de Futbol de 2018 a Rússia.
Al campionat mundial va quedar enquadrada en el grup E juntament amb Brasil, Sèrbia i Suïssa. En aquesta participació va treure'n dues derrotes i un empat contra la selecció suïssa. El 4 de juliol es va fer oficial la sortida de Ramírez de la selecció, ja que la federació va decidir no renovar el seu contracte.

## Estil de joc
En la seva primera etapa amb l'equip de LD Alajuelense, acostumava a jugar amb un 4-2-3-1, amb la presència dels laterals de forma ofensiva, amb dos homes de contenció que realitzaven tasques de cobertura mentre els primers tornaven a la seva posició original. Utilitzava l'esquema per a dos extrems de perfil natural i un migcentre ofensiu, els quals donaven assistències, amb passades filtrades i centrades, a un davanter d'àrea. Una característica de Ramírez és la rotació de plantilla, ampliant al màxim la participació de tots els jugadors, per a dosificar l'equip i evitar lesions. A vegades variava el sistema per a col·locar tres defenses i cinc en el mig del camp, i en altres afegia un jugador addicional per a canviar a línia de cinc defenses, això amb l'objectiu de cuidar un marcador. En el seu segon període amb els "rojinegros", la tàctica de 4-4-2 en rombe va ser la més freqüent en les alineacions. A diferència de la primera estratègia, la línia d'atacants arribava a reforçar-se afegint un jugador més, a més de l'aparició dels interiors per les bandes.
A la Selecció de Costa Rica, l'esquema canvià completament, a causa de la quantitat de futbolistes per línia. La formació més freqüent és la 5-4-1 o per a funcions més ofensives, la 5-3-2 sense variar el nombre de defenses. Óscar Ramírez és un estudiós de la situació del joc, analitza les possibles variants i fa canvis amb jugadors que aporten significativament al partit.

## Clubs

### Jugador
| Club            | País       | Any         |
| --------------- | ---------- | ----------- |
| LD Alajuelense  | Costa Rica | 1983 - 1993 |
| CD Saprissa     | Costa Rica | 1993 - 1995 |
| Belén FC        | Costa Rica | 1995 - 1997 |
| CD Saprissa     | Costa Rica | 1997 - 1999 |
| AD Guanacasteca | Costa Rica | 1999 - 2000 |

### Entrenador
| Club                                      | País       | Año         |
| ----------------------------------------- | ---------- | ----------- |
| Belén FC                                  | Costa Rica | 2001 - 2003 |
| CD Saprissa (Segon entrenador)            | Costa Rica | 2003 - 2006 |
| Selecció de Costa Rica (Segon entrenador) | Costa Rica | 2006 - 2008 |
| Santos de Guápiles FC                     | Costa Rica | 2009        |
| LD Alajuelense                            | Costa Rica | 2010 - 2015 |
| Selecció de Costa Rica                    | Costa Rica | 2015 - 2018 |

## Estadístiques

### Jugador

#### Participacions internacionals
| Competició                       | Seu                                  | Resultat         |
| -------------------------------- | ------------------------------------ | ---------------- |
| Campionat de la CONCACAF de 1985 | Nord-amèrica, Centre-amèrica i Carib | Tercer lloc      |
| Campionat de la CONCACAF de 1989 | Nord-amèrica, Centre-amèrica i Carib | Campió           |
| Copa del Món de 1990             | Itàlia                               | Vuitens de final |
| Copa de Nacions UNCAF 1991       | Costa Rica                           | Campió           |
| Copa d'Or de la CONCACAF de 1991 | Estats Units                         | Quart lloc       |
| Copa de Nacions UNCAF 1997       | Guatemala                            | Campió           |
| Copa Amèrica 1997                | Bolívia                              | Fase de grups    |

#### Gols internacionals
| Núm. | Data                 | Lloc                                | Rival             | Gol | Resultat | Competició                     |
| ---- | -------------------- | ----------------------------------- | ----------------- | --- | -------- | ------------------------------ |
| 1    | 26 de maig de 1985   | Estadi Morera Soto, Costa Rica      | Estats Units      | 1-0 | 1-1      | Classificació del Mundial 1986 |
| 2    | 18 de juliol de 1985 | Estadi Ricardo Saprissa, Costa Rica | Trinitat i Tobago |     | 3-1      | Amistós                        |
| 3    | 23 d'agost de 1992   | Estadi Nacional, Costa Rica         | Panamà            | 2-0 | 5-1      | Classificació del Mundial 1994 |
| 4    | 18 d'abril de 1997   | Estadi Mateo Flores, Guatemala      | Nicaragua         | 2-0 | 5-1      | Copa UNCAF 1997                |
| 5    | 18 d'abril de 1997   | Estadi Mateo Flores, Guatemala      | Nicaragua         | 3-0 | 5-1      | Copa UNCAF 1997                |
| 6    | 18 d'abril de 1997   | Estadi Mateo Flores, Guatemala      | Nicaragua         | 5-0 | 5-1      | Copa UNCAF 1997                |

### Entrenador

#### Rendiment
| Equip                  | País       | Data d'inicio | Data final | Historial    | Historial    | Historial      | Historial | Historial | Historial | Historial | Historial |
| Partits                | Guanyats   | Empatats      | Perduts    | Guanyats (%) | Gols a favor | Gols en contra | +/−       |           |           |           |           |
| ---------------------- | ---------- | ------------- | ---------- | ------------ | ------------ | -------------- | --------- | --------- | --------- | --------- | --------- |
| Santos de Guápiles FC  | Costa Rica | 21/02/2009    | 21/12/2009 | 16           | 5            | 6              | 5         | 31.25     | 14        | 18        | -4        |
| LD Alajuelense         | Costa Rica | 13/05/2010    | 03/01/2013 | 125          | 73           | 27             | 25        | 58.4      | 217       | 139       | +78       |
| LD Alajuelense         | Costa Rica | 13/05/2013    | 25/05/2015 | 124          | 67           | 26             | 31        | 54.03     | 205       | 116       | +89       |
| Selecció de Costa Rica | Costa Rica | 18/08/2015    | 04/07/2018 | 47           | 21           | 11             | 15        | 44.68     | 54        | 47        | +7        |
| Total                  | Total      | Total         | Total      | 312          | 166          | 70             | 76        | 53.21     | 490       | 320       | +170      |

- No s'inclouen dades de Segona Divisió amb el Belén FC i Santos de Guápiles FC.
- Amb el LD Alajuelense va jugar la Lliga de Campions de la CONCACAF en diverses ocasions; el seu màxim van ser les semifinals de la competició, les temporades 2013-14 i 2014-15. En l'àmbit nacional, es va convertir en el director tècnic amb més títols guanyats amb el club (5).

#### Partits dirigits amb la Selecció de Costa Rica
| 1  | Red Bull Arena, New Jersey, Estats Units                 | Brasil            | 5 de setembre de 2015  | 1 - 0 | Partit amistós            |
| 2  | Estadi Nacional, San José, Costa Rica                    | Uruguai           | 8 de setembre de 2015  | 1 - 0 | Partit amistós            |
| 3  | Estadi Nacional, San José, Costa Rica                    | Sud-àfrica        | 8 d'octubre de 2015    | 0 - 1 | Partit amistós            |
| 4  | Red Bull Arena, New Jersey, Estats Units                 | Estats Units      | 13 d'octubre de 2015   | 0 - 1 | Partit amistós            |
| 5  | Estadi Nacional, San José, Costa Rica                    | Haití             | 13 de novembre de 2015 | 1 - 0 | Classificació Rússia 2018 |
| 6  | Estadi Rommel Fernández, Ciutat de Panamà, Panamà        | Panamà            | 17 de novembre de 2015 | 1 - 2 | Classificació Rússia 2018 |
| 7  | Estadi Edgardo Baltodano, Guanacaste, Costa Rica         | Nicaragua         | 15 de desembre de 2015 | 1 - 0 | Partit amistós            |
| 8  | Estadi Agustín Tovar, Barinas, Veneçuela                 | Veneçuela         | 2 de febrer de 2016    | 1 - 0 | Partit amistós            |
| 9  | Estadi Nacional, Kingston, Jamaica                       | Jamaica           | 25 de març de 2016     | 1 - 1 | Classificació Rússia 2018 |
| 10 | Estadi Nacional, San José, Costa Rica                    | Jamaica           | 29 de març de 2016     | 3 - 0 | Classificació Rússia 2018 |
| 11 | Estadi Nacional, San José, Costa Rica                    | Veneçuela         | 27 de maig de 2016     | 2 - 1 | Partit amistós            |
| 12 | Estadi Citrus Bowl, Orlando, Estats Units                | Paraguai          | 4 de juny de 2016      | 0 - 0 | Copa América Centenario   |
| 13 | Soldier Field, Chicago, Estats Units                     | Estats Units      | 7 de juny de 2016      | 4 - 0 | Copa América Centenario   |
| 14 | NRG Stadium, Houston, Estats Units                       | Colòmbia          | 11 de juny de 2016     | 2 - 3 | Copa América Centenario   |
| 15 | Estadi Sylvio Cator, Port-au-Prince, Haití               | Haití             | 2 de setembre de 2016  | 0 - 1 | Classificació Rússia 2018 |
| 16 | Estadi Nacional, San José, Costa Rica                    | Panamà            | 6 de setembre de 2016  | 3 - 1 | Classificació Rússia 2018 |
| 17 | Krasnodar Stadium, Krasnodar, Rússia                     | Rússia            | 9 d'octubre de 2016    | 3 - 4 | Partit amistós            |
| 18 | Estadi Hasely Crawford, Port-of-Spain, Trinitat i Tobago | Trinitat i Tobago | 11 de novembre de 2016 | 0 - 2 | Classificació Rússia 2018 |
| 19 | Estadi Nacional, San José, Costa Rica                    | Estats Units      | 15 de novembre de 2016 | 4 - 0 | Classificació Rússia 2018 |
| 20 | Estadi Rommel Fernández, Ciutat de Panamà, Panamà        | El Salvador       | 13 de gener de 2017    | 0 - 0 | Copa Centreamericana 2017 |
| 21 | Estadi Rommel Fernández, Ciutat de Panamà, Panamà        | Belize            | 15 de gener de 2017    | 0 - 3 | Copa Centreamericana 2017 |
| 22 | Estadi Rommel Fernández, Ciutat de Panamà, Panamà        | Nicaragua         | 17 de gener de 2017    | 0 - 0 | Copa Centreamericana 2017 |
| 23 | Estadi Rommel Fernández, Ciutat de Panamà, Panamà        | Hondures          | 20 de gener de 2017    | 1 - 1 | Copa Centreamericana 2017 |
| 24 | Estadi Rommel Fernández, Ciutat de Panamà, Panamà        | Panamà            | 22 de gener de 2017    | 1 - 0 | Copa Centreamericana 2017 |
| 25 | Estadi Azteca, Ciutat de Mèxic, Mèxic                    | Mèxic             | 24 de març de 2017     | 2 - 0 | Classificació Rússia 2018 |
| 26 | Estadi Francisco Morazán, San Pedro Sula, Hondures       | Hondures          | 28 de març de 2017     | 1 - 1 | Classificació Rússia 2018 |
| 27 | Estadi Nacional, San José, Costa Rica                    | Panamà            | 8 de juny de 2017      | 0 - 0 | Classificació Rússia 2018 |
| 28 | Estadi Nacional, San José, Costa Rica                    | Trinitat i Tobago | 13 de juny de 2017     | 2 - 1 | Classificació Rússia 2018 |
| 29 | Red Bull Arena, New Jersey, Estats Units                 | Hondures          | 7 de juliol de 2017    | 0 - 1 | Copa d'Or 2017            |
| 30 | BBVA Compass Stadium, Texas, Estats Units                | Canadà            | 11 de juliol de 2017   | 1 - 1 | Copa d'Or 2017            |
| 31 | Toyota Stadium, Texas, Estats Units                      | Guyana            | 14 de juliol de 2017   | 3 - 0 | Copa d'Or 2017            |
| 32 | Lincoln Financial Field, Philadelphia, Estats Units      | Panamà            | 19 de juliol de 2017   | 1 - 0 | Copa d'Or 2017            |
| 33 | AT&T Stadium, Texas, Estats Units                        | Estats Units      | 22 de juliol de 2017   | 0 - 2 | Copa d'Or 2017            |
| 34 | Red Bull Arena, New Jersey, Estats Units                 | Estats Units      | 1 de setembre de 2017  | 0 - 2 | Classificació Rússia 2018 |
| 35 | Estadi Nacional, San José, Costa Rica                    | Mèxic             | 5 de setembre de 2017  | 1 - 1 | Classificació Rússia 2018 |
| 36 | Estadi Nacional, San José, Costa Rica                    | Hondures          | 7 d'octubre de 2017    | 1 - 1 | Classificació Rússia 2018 |
| 37 | Estadi Rommel Fernández, Ciutat de Panamà, Panamà        | Panamà            | 10 d'octubre de 2017   | 2 - 1 | Classificació Rússia 2018 |
| 38 | Estadi de La Rosaleda, Màlaga, Espanya                   | Espanya           | 11 de novembre de 2017 | 5 - 0 | Partit amistós            |
| 39 | Groupama Arena, Budapest, Hongria                        | Hongria           | 14 de novembre de 2017 | 1 - 0 | Partit amistós            |
| 40 | Hampden Park, Glasgow, Escòcia                           | Escòcia           | 23 de març de 2018     | 0 - 1 | Partit amistós            |
| 41 | Allianz Riviera, Niça, França                            | Tunísia           | 27 de març de 2018     | 1 - 0 | Partit amistós            |
| 42 | Estadi Nacional, San José, Costa Rica                    | Irlanda del Nord  | 3 de juny de 2018      | 3 - 0 | Partit amistós            |
| 43 | Elland Road, Leeds, Anglaterra                           | Anglaterra        | 7 de juny de 2018      | 2 - 0 | Partit amistós            |
| 44 | Estadi Rei Balduí, Brussel·les, Bèlgica                  | Bèlgica           | 11 de juny de 2018     | 4 - 1 | Partit amistós            |
| 45 | Cosmos Arena, Samara, Rússia                             | Sèrbia            | 17 de juny de 2018     | 0 - 1 | Mundial Rússia 2018       |
| 46 | Estadi Krestovski, Sant Petersburg, Rússia               | Brasil            | 22 de juny de 2018     | 2 - 0 | Mundial Rússia 2018       |
| 47 | Nijni Nóvgorod Stadium, Nizhni Nóvgorod, Rússia          | Suïssa            | 27 de juny de 2018     | 2 - 2 | Mundial Rússia 2018       |

## Palmarès

### Jugador

#### Campionats nacionals
| Títol            | Club           | País       | Any  |
| ---------------- | -------------- | ---------- | ---- |
| Primera División | LD Alajuelense | Costa Rica | 1983 |
| Primera División | LD Alajuelense | Costa Rica | 1984 |
| Primera División | LD Alajuelense | Costa Rica | 1991 |
| Primera División | LD Alajuelense | Costa Rica | 1992 |
| Primera División | CD Saprissa    | Costa Rica | 1994 |
| Primera División | CD Saprissa    | Costa Rica | 1995 |
| Copa Federación  | Belén FC       | Costa Rica | 1996 |
| Primera División | CD Saprissa    | Costa Rica | 1998 |
| Primera División | CD Saprissa    | Costa Rica | 1999 |

#### Campionats internacionals
| Títol                            | Club                   | Seu        | Any  |
| -------------------------------- | ---------------------- | ---------- | ---- |
| Lliga de Campions de la CONCACAF | LD Alajuelense         | Costa Rica | 1986 |
| Campionat de la Concacaf         | Selecció de Costa Rica | Costa Rica | 1989 |
| Copa de Nacions UNCAF            | Selecció de Costa Rica | Costa Rica | 1991 |
| Lliga de Campions de la CONCACAF | CD Saprissa            | Guatemala  | 1993 |
| Lliga de Campions de la CONCACAF | CD Saprissa            | Costa Rica | 1995 |
| Copa de Nacions UNCAF            | Selecció de Costa Rica | Guatemala  | 1997 |
| Copa Interclubs de la UNCAF      | CD Saprissa            | Guatemala  | 1998 |

### Entrenador

#### Campionats nacionals
| Títol                   | Club                  | País       | Any  |
| ----------------------- | --------------------- | ---------- | ---- |
| Segunda División        | Santos de Guápiles FC | Costa Rica | 2009 |
| Campionat d'Hivern      | LD Alajuelense        | Costa Rica | 2010 |
| Campionat d'Estiu       | LD Alajuelense        | Costa Rica | 2011 |
| Campionat d'Hivern      | LD Alajuelense        | Costa Rica | 2011 |
| Supercopa de Costa Rica | LD Alajuelense        | Costa Rica | 2012 |
| Campionat d'Hivern      | LD Alajuelense        | Costa Rica | 2012 |
| Campionat d'Hivern      | LD Alajuelense        | Costa Rica | 2013 |

#### Torneigs amistosos
| Títol                  | Club           | Seu        | Any  |
| ---------------------- | -------------- | ---------- | ---- |
| Super Clásico          | LD Alajuelense | Costa Rica | 2012 |
| Super Clásico          | LD Alajuelense | Costa Rica | 2013 |
| Super Clásico          | LD Alajuelense | Costa Rica | 2014 |
| 90 Minutos por la Vida | LD Alajuelense | Costa Rica | 2015 |

#### Guardons individuals
| Guardó                                                         | Any  |
| -------------------------------------------------------------- | ---- |
| Millor cos tècnic de l'Estiu 2011                              | 2011 |
| Cos tècnic campió de l'Hivern 2011                             | 2012 |
| Millor director tècnic de l'Hivern 2012                        | 2013 |
| Tercer millor entrenador de la CONCACAF de l'any 2014          | 2014 |
| Millor director tècnic de la temporada 2014-15 de la Lliga FPD | 2015 |
| Millor entrenador de la CONCACAF de l'any 2016                 | 2017 |